# Тверяков, Игорь Львович
Игорь Львович Тверяков (род. 11 апреля 1960, Бирск, Башкирская АССР) — советский и российский тренер высшей квалификационной категории по плаванию. Заслуженный тренер России по плаванию, Отличник физической культуры и спорта России, Заслуженный работник физической культуры Республики Башкортостан, Отличник образования Республики Башкортостан, Судья Международной категории по плаванию, Судья Всероссийской категории по спорту слепых, старший тренер спортивной сборной команды Российской Федерации и Республики Башкортостан по спорту слепых (дисциплина-плавание).

## Биография
Игорь Львович Тверяков родился 11 апреля 1960 года в городе Бирск Башкирской АССР. Жена, Тверякова Гузэль Адибовна, также Отличник образования Республики Башкортостан, Заслуженный работник физической культуры Республики Башкортостан и Заслуженный тренер России.
Игорь Львович начал свою педагогическую деятельность тренером по плаванию в 1977 г., а в 1978 г. поступил в Волгоградский государственный институт физической культуры на специальность физическая культура и спорт, где в 1982 г. закончив институт получил квалификацию тренер по плаванию. После окончания института с 1982 по 1984 гг. ушел на службу в ряды Советской армии. В 1984 г. вернувшись с армии пришел работать обратно в свою спортивную школу тренером по плаванию.
С 1992 по 2013 гг. Тверяков И.Л. работал директором СДЮСШОР № 18 г. Уфы по плаванию. За этот период он умело осуществлял руководство по организации работы спортивной школы. Его спортсмены регулярно занимали призовые места в международных и Всероссийских соревнованиях. Им подготовлено более двадцати Мастеров спорта СССР и России, четыре Мастера спорта международного класса, три заслуженных Мастера спорта России. За годы работы его учениками было завоевано на Паралимпийских играх 17 золотых, 5 серебряных и 4 бронзовых медалей.
С 1992 г. по 2023 г. Тверяков И.Л. возглавлял национальную сборную команду России по плаванию спорта слепых. С 2013 г. по 2023 г. Тверяков И.Л. работал старшим тренером спортивной сборной команды Российской Федерации по виду спорта спорт слепых (дисциплина плавание) в ФГБУ «Центр спортивной подготовки» в г. Москва. С 2021 г. Игорь Львович открыл Автономную некоммерческую организацию «Академия водных видов спорта заслуженного тренера Тверякова Игоря Львовича».
Достижения его учеников:
Чемпионат Мира, 1998 г. – Строкин Андрей – одна золотая, одна серебряная и одна бронзовая медали;
Паралимпийские игры, г. Сидней, 2000 г. – Строкин Андрей – две золотые медали;
Паралимпийские игры, г. Афины, 2004 г. – Строкин Андрей – три золотые и одна бронзовая медали;
Чемпионат Мира, 2006 г. – Строкин Андрей – одна бронзовая медаль, Зимин Михаил – одна серебряная медаль;
Чемпионат Мира, 2007 г. – Строкин Андрей – три золотые и одна бронзовая медали, Зимин Михаил – одна золотая и серебряная медали, Савченко Оксана – три золотых и две серебряных медали;
Паралимпийские игры, г. Пекин, 2008 г. – Савченко Оксана – три золотые медали, два рекорда мира, Строкин Андрей – две бронзовые медали, Зимин Михаил – 4 место;
Чемпионат Мира, г. Эйндховен, 2010 г. – Савченко Оксана – четыре золотые медали, Неволин-Светов Александр – четыре золотые и одна серебряная медали, Зимин Михаил – одна золотая и одна бронзовая медали;
Чемпионат Мира, г. Алания, 2011 г.  – Савченко Оксана – семь золотых и две серебряные медали, Неволин-Светов Александр – четыре золотых и одна серебряная медали, Зимин Михаил – одна золотая, две серебряных и одна бронзовая медали;
Чемпионат Европы, г. Берлин, 2011 г. – Савченко Оксана – четыре золотых медалей, Неволин-Светов Александр – одна золотая и три серебряных медали, Зимин Михаил – одна бронзовая медаль;
Паралимпийские игры, г. Лондон, 2012 г. – Савченко Оксана – пять золотых медалей, Неволин-Светов Александр – одну золотую и три серебряные медали, Зимин Михаил – завоевал одну золотую медаль;
Чемпионат Мира, 2013 г. – Крившина Анна – две золотые и одна бронзовая медали, Неволин-Светов Александр – одна золотая и две серебряные медали, Зимин Михаил – одна серебряная медаль;
Чемпионат Европы, г. Эйндховен, 2014 г. – Савченко Оксана – три бронзовые медали, несмотря на значительный перерыв после травмы и пропущенного сезона 2013 года, Александр Неволин-Светов – одна золотая, одна серебряная и одна бронзовая медали; Крившина Анна – три золотых и одна бронзовая медали, успешно выступил и Зимин Михаил, который был первым и показал лучший результат соревнований на дистанции 100 м брасс в классе S13, несмотря на то, что организаторы соревнований вынесли первенство на этой дистанции из медального зачета;
Чемпионат Мира, г. Лондон, 2015 г. – Крившина Анна – две золотые медали, Неволин-Светов Александр – одна золотая медаль, Зимин Михаил – одна бронзовая медаль;
В 2016 году международный паралимпийский комитет принял безосновательное, политическое решение о не допуске российских спортсменов к Паралимпийским играм 2016 г. в Рио-Де-Жанейро, Бразилия. В связи с этим Российские пловцы спорта слепых, выступили на Открытых Всероссийских спортивных соревнованиях по видам спорта, включенных в программу Паралимпийских летних игр, где Крившина Анна по своим показанным результатам реально претендовала на две золотые медали на Паралимпийских играх, при том, что она еще установила два рекорда мира;
С 2017 по 2 июня 2019 г. из-за отстранения команда спорта слепых участие в международных соревнованиях не принимала.
В 2021 г. команда спорта слепых России под руководством старшего тренера Тверякова Игоря Львовича завоевала 1 место в эстафете 4х100 м в/с Микс 49 очков с паралимпийским рекордом, а также команда завоевала 4 серебряных и 4 бронзовых медалей. Всего установлено 3 Паралимпийских рекорда. Внесенный вклад позволил занять сборной команде России пловцов 2 общекомандное место. Команда паралимпийцев Республики Башкортостан завоевала наибольшее число наград из всех представленных регионов России на Паралимпийских играх в Токио.

## Награды и звания
- «Заслуженный тренер России», 1999 г.
- «Отличник образования Республики Башкортостан», 1999 г.
- «Заслуженный работник физической культуры Республики Башкортостан», 2000 г.
- Медаль Ордена «За заслуги перед отечеством» II степени, 2002 г.
- Медаль «80 лет Госкомспорту России», 2003 г.
- «Отличник физической культуры и спорта России», 2005 г.
- «Орден дружбы», 2006 г.
- Почетный знак «За заслуги в развитии Олимпийского движения в России», 2008 г.
- Знак «За заслуги перед Всероссийским обществом слепых» I степени, 2008 г.
- Знак отличия «За самоотверженный труд в Республике Башкортостан», 2008 г.
- Орден «Почета», 2010 г.
- Орден «Дружбы народов», 2012 г.
- Орден «Александра Невского», 2013 г.
- Медаль  «За трудовую доблесть Республики Башкортостан», 2022 г.
- Юбилейная медаль, посвященная 100-летию образования государственного органа управления в сфере физической культуры и спорта, 2023 г.
- Тверяков И.Л. награжден многочисленными Благодарственными письмами и Почетными грамотами российского и республиканского уровня. Игорь Львович в 2020 году в год пандемии стал «Человеком года в спорте», как ветеран по плаванию в Республике Башкортостан за огромный вклад в развитие спорта в Республике Башкортостан, а в 2022 году стал лауреатом VIII Общественной Премии Римы Баталовой «Молодость Нации» в номинации «Секрет победы» после выступления спортсменов на Паралимпийских играх в Токио в 2021 году. В 2022 году Тверяков Игорь Львович победил в конкурсе Общественной палаты Республики Башкортостан и был награжден общественной наградой «Отцовская доблесть», а также как основоположник трудовой династии Тверяковых, Игорь Львович занял 1 место в номинации «За эффективную работу» в республиканском конкурсе «Трудовые династии Республики Башкортостан».

## Публикации
- Мосунов Д. Ф., Тверяков И. Л., Клешнев И. В., Мосунова М. Д., Котелевская Н. Б. Резонансный метод повышения активности высококвалифицированных пловцов // Ученые записки университета им. П. Ф. Лесгафта. — 2009.
- Тверяков И. Л. Обобщение опыта многолетней подготовки спортсменов по виду спорта спорт слепых — дисциплина плавание // Ученые записки университета им. П. Ф. Лесгафта. — 2015.
- Глушков С. И., Клешнев И. В., Тверяков И. Л. Использование молекулярно-генетического анализа для индивидуализации подготовки спортсменов-паралимпийцев в плавании // Адаптивная физическая культура. — 2015.
- Глушков С. И., Клешнев И. В., Тверяков И. Л. Оценка успешности соревновательной деятельности спортсменов-паралимпийцев в плавании (спорт слепых) по данным биохимического контроля // Адаптивная физическая культура. — 2015.